# Kathryn Grant

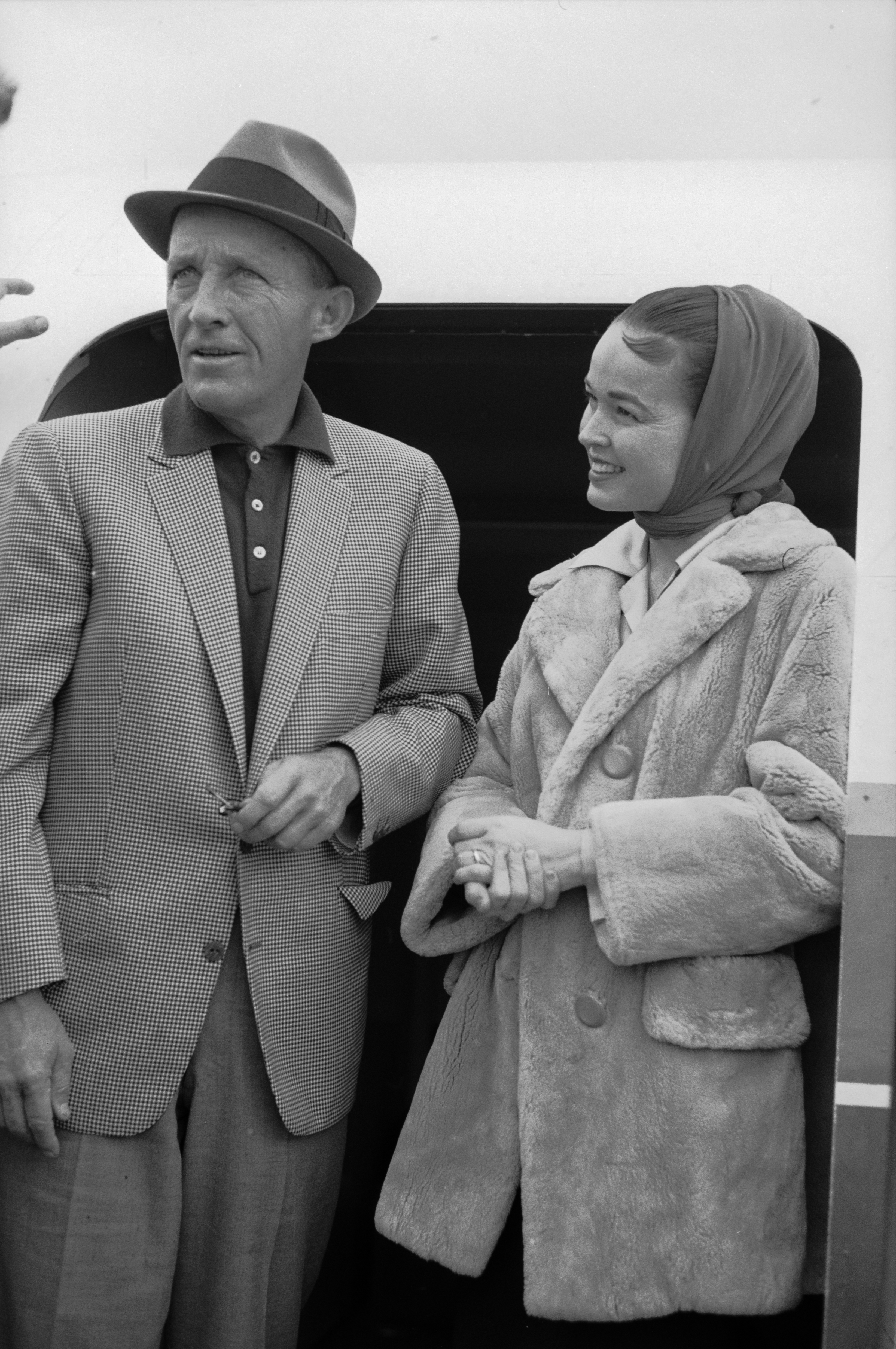
Kathryn Grant mit Bing Crosby (1960)

Kathryn Grant (* 25. November 1933 in Houston, Texas als Olive Kathryn Grandstaff; † 20. September 2024 in Hillsborough, Kalifornien), verheiratete Kathryn Crosby, war eine US-amerikanische Schauspielerin und Ehefrau von Bing Crosby.

## Leben
Olive Kathryn Grandstaff, die an der University of Texas at Austin studierte, kam durch den Gewinn eines Schönheitswettbewerbes erstmals mit Hollywood in Kontakt. Sie wurde zu Probeaufnahmen mit William Holden eingeladen und erhielt im Jahr 1953 ihre ersten Filmrollen. Einen ihrer ersten kleinen Filmauftritte hatte sie 1954 in Alfred Hitchcocks Klassiker Das Fenster zum Hof, sie war darin aber nur Statistin in einer Partyszene, welche die Hauptfigur aus dem Fenster beobachtet.
Ab etwa 1955 kam sie unter dem Künstlernamen Kathryn Grant regelmäßig zu größeren Nebenrollen oder weiblichen Hauptrollen neben Filmpartnern wie Tony Curtis, Victor Mature, Guy Madison oder Jack Lemmon. Sie spielte aber eher in B-Filmen und musste sich regelmäßig auf etwas dekorative Figuren wie das attraktive, freundliche All American Girl beschränken. Eine ihrer bekanntesten Rollen spielte sie 1958 als Prinzessin Parisa in dem märchenhaften Abenteuerfilm Sindbads siebente Reise, der vor allem durch die Spezialeffekte von Ray Harryhausen Filmgeschichte schrieb. Mitunter erhielt Grant auch die Chance auf etwas komplexere Rollen wie beispielsweise im Film noir Eine Stadt geht durch die Hölle. 1959 übernahm sie eine wichtige Nebenrolle als entscheidende Zeugin in dem Gerichtsfilmklassiker Anatomie eines Mordes an der Seite von James Stewart.
In den 1950er-Jahren schrieb sie nebenher für eine Lokalzeitung ihrer texanischen Heimat eine Kolumne über Hollywood. Bei einem Interview für diese Kolumne lernte sie bereits 1954 den 30 Jahre älteren, seit zwei Jahren verwitweten Sänger und Schauspieler Bing Crosby kennen. Die beiden heirateten 1957 und Grant bekam mit ihm drei Kinder: den Bankier Harry Crosby (* 1958), die Schauspielerin Mary Crosby (* 1959) und den Golfspieler Nathaniel Crosby (* 1961). Bing Crosby hatte aus seiner ersten Ehe vier weitere Kinder, annähernd gleichen Alters wie ihre Stiefmutter.
1959, bald nach Eheschließung und Geburt ihres ersten Kindes, zog sich Grant für das Familienleben weitgehend aus dem Schauspielgeschäft zurück. Sie trat danach nur noch gelegentlich als Schauspielerin in Erscheinung, wobei sie auch an mehreren Fernsehshows ihres Mannes mitwirkte. Weiterhin machte sie in den 1960er-Jahren einen Abschluss zur Krankenschwester und moderierte in den 1970er-Jahren zeitweise eine Talkshow im Regionalfernsehen von San Francisco. 1971 spielte sie in einer Fernsehverfilmung des Stückes Cyrano de Bergerac, 1996 war sie am Broadway im Musical State Fair zu sehen. Insgesamt umfasst ihr filmisches Schaffen zwischen 1953 und 2010 knapp 40 Film- und Fernsehproduktionen. 
Nach dem Tod ihres Ehemannes Bing Crosby blieb Grant in dessen Andenken involviert und war unter anderem langjährige Gastgeberin des Crosby National Golf Tournament, eines wohltätigen Golfturniers im Namen ihres Mannes. Am 4. November 2010 hatte sie einen Autounfall, bei dem ihr zweiter Ehemann Maurice Sullivan (85), den sie im Jahr 2000 geheiratet hatte, ums Leben kam, sie selbst wurde schwer verletzt. Kathryn Grant starb am 20. September 2024 im Alter von 90 Jahren und hinterließ ihre drei Kinder sowie mehrere Enkelkinder.

## Filmografie (Auswahl)
- 1953: So This Is Love
- 1953: Die Bestie der Wildnis (Arrowhead)
- 1954: Der sympathische Hochstapler (Living It Up)
- 1954: Das Fenster zum Hof (Rear Window)
- 1955: Todeszelle 2455 (Cell 2455, Death Row)
- 1955: Eine Stadt geht durch die Hölle (The Phenix City Story)
- 1955: Vater ist der Beste (Father Knows Best, Fernsehserie, Folge 2x11)
- 1956: Storm Center
- 1956: Präriebanditen (Reprisal!)
- 1956: Wilde Nacht (The Wild Party)
- 1957: Mister Cory
- 1957: Das Fort der mutigen Frauen (The Guns of Fort Petticoat)
- 1957: The Night the World Exploded
- 1957: Hyänen der Straße (The Brothers Rico)
- 1957: Selten so gelacht (Operation Mad Ball)
- 1958: Sindbads siebente Reise (The 7th Voyage of Sinbad)
- 1958: Duell im Morgengrauen (Gunman’s Walk)
- 1959: Anatomie eines Mordes (Anatomy of a Murder)
- 1959: Die Welt der Sensationen (The Big Circus)
- 1971: Great Performances (Fernsehfilm-Reihe, Folge Cyrano de Bergerac)
- 1978: The Initiation of Sarah (Fernsehfilm)
- 2010: Queen of the Lot